# Nieuw Nickerie
Nieuw Nickerie este un oraș situat în partea de nord-vest a statului Surinam, la gura de vărsare a râului Courantyne, pe granița cu Guyana, vis-a-vis de orașul Corriverton, prin care este legat printr-o linie de feribot. Culturi de banane și orez.